# Rishi Kapoor
Pour les articles homonymes, voir Kapoor.
Rishi Kapoor, né le 4 septembre 1952 à Bombay (Inde) et mort le 30 avril 2020 dans la même ville,,, est un acteur, réalisateur et producteur indien.

## Biographie
Rishi Kapoor appartient à l'éminente famille de Bollywood des Kapoor. Il est l'un des fils du réalisateur et acteur Raj Kapoor, le neveu des acteurs Shashi et Shammi Kapoor, le frère de Randhir et Rajiv Kapoor, l'oncle des actrices Kareena et Karisma Kapoor. 

### Carrière
Adolescent, Rishi Kapoor débute dans Mera Naam Joker réalisé par son père, Raj Kapoor, qui le sollicite trois ans plus tard avec Bobby dans lequel il compose un couple amoureux et moderne aux côtés de  Dimple Kapadia. Après avoir longtemps joué les jeunes premiers, on le retrouve dans des seconds rôles de père à partir des années 2000 dans des films tels que Hum Tum, Fanaa ou Delhi 6. Il a obtenu plusieurs récompenses pour ses interprétations.

### Famille
Rishi Kapoor est marié à l'actrice Neetu Singh dont il a un fils, Ranbir Kapoor, également acteur.

## Filmographie
| Année | Titre                            | Rôle                                |
| ----- | -------------------------------- | ----------------------------------- |
| 1970  | Mera Naam Joker                  | Raju enfant                         |
| 1973  | Bobby                            | Raja                                |
| 1974  | Zehreela Insaan                  | Arjun Singh                         |
| 1975  | Zinda Dil                        | Arun Sharma                         |
| 1975  | Raaja                            | Raaja                               |
| 1975  | Rafoo Chakkar                    | Dev                                 |
| 1975  | Khel Khel Mein                   | Ajay Anand                          |
| 1976  | Rangila Ratan                    | Ratan                               |
| 1976  | Laila Majnu                      | Majnu/Qais Al Amri                  |
| 1976  | Ginny Aur Johnny                 | Participation exceptionnelle        |
| 1976  | Barood                           | Anup D. 'Pappu' Saxena              |
| 1976  | Kabhie Kabhie                    | Vikram 'Vicky' Khanna               |
| 1977  | Hum Kisise Kum Naheen            | Rajesh                              |
| 1977  | Doosra Aadmi                     | Karan Saxena                        |
| 1977  | Chala Murari Hero Banne          | Rishi Kapoor                        |
| 1977  | Amar Akbar Anthony               | Akbar Ilhabadi                      |
| 1978  | Phool Khile Hain Gulshan Gulshan | Vishal Rai                          |
| 1978  | Pati Patni Aur Woh               | Chanteur pour Tere Naan             |
| 1978  | Naya Daur                        | Mahesh Chopra                       |
| 1978  | Badalte Rishtey                  | Manohar Dhani                       |
| 1978  | Anjane Mein                      | Raja                                |
| 1979  | Sargam                           | Raju                                |
| 1979  | Salaam Memsaab                   | Ramesh                              |
| 1979  | Jhoota Kahin Ka                  | Ajay Rai                            |
| 1979  | Duniya Meri Jeb Mein             | Vishal Khanna                       |
| 1979  | Aap Ke Deewane                   | Ram                                 |
| 1980  | Do Premee                        | Chetan Prakash                      |
| 1980  | Dhan Daulat                      | Lucky R. Saxena                     |
| 1980  | Karz                             | Monty                               |
| 1980  | Katilon Ke Kaatil                | Munna                               |
| 1981  | Naseeb                           | Sunny                               |
| 1981  | Biwi-O-Biwi                      | Singer in Hotel                     |
| 1981  | Zamane Ko Dikhana Hai            | Ravi Nanda                          |
| 1982  | Yeh Vaada Raha                   | Vikram Rai Bahadur                  |
| 1982  | Deedar-E-Yaar                    | Javed Syed Ali Khan                 |
| 1982  | Prem Rog                         | Devdhar                             |
| 1983  | Bade Dil Wala                    | Devdhar                             |
| 1983  | Coolie                           | Sunny                               |
| 1984  | Duniya                           | Ravi                                |
| 1984  | Aan Aur Shaan                    | Hero                                |
| 1984  | Yeh Ishq Nahin Aasan             | Salim Ahmed Salim                   |
| 1985  | Tawaif                           | Dawood Mohammed Ali Khan Yusuf Zahi |
| 1985  | Sitamgar                         | Jai Kumar                           |
| 1985  | Saagar                           | Ravi                                |
| 1985  | Rahi Badal Gaye                  | Amar Lal / Pavan Kumar Saxena       |
| 1986  | Naseeb Apna Apna                 | Kishan Singh                        |
| 1986  | Dosti Dushmani                   | Prakash                             |
| 1986  | Nagina                           | Rajiv                               |
| 1986  | Pahunchey Huwe Log               |                                     |
| 1986  | Ek Chadar Maili Si               | Mangal                              |
| 1987  | Pyaar Ke Kabil                   | Amar Kapoor                         |
| 1987  | Hawalaat                         | Shyaam                              |
| 1987  | Khudgarz                         | chanteur                            |
| 1987  | Khazana                          |                                     |
| 1987  | Sindoor                          | Mr. Kumar                           |
| 1988  | Vijay                            | Vikram Bhardwa                      |
| 1988  | Janam Janam                      | Sunil/Vinay                         |
| 1988  | Hamara Khandaan                  |                                     |
| 1988  | Ghar Ghar Ki Kahani              | Ram Dhanraj                         |
| 1989  | Naqab                            | Imran                               |
| 1989  | Hathyar                          | Samiulla Khan                       |
| 1989  | Gharana                          | Vijay Mehra                         |
| 1989  | Chandni                          | Rohit Gupta                         |
| 1989  | Bade Ghar Ki Beti                | Gopal                               |
| 1989  | Paraya Ghar                      | Héros                               |
| 1989  | Khoj                             | Ravi Kapoor                         |
| 1990  | Shesh Naag                       | Bhola                               |
| 1990  | Sher Dil                         | Sanjay R. Saxena                    |
| 1990  | Azaad Desh Ke Gulam              | Vijay Srivastav                     |
| 1990  | Amiri Garibi                     | Deepak Bhardwaj                     |
| 1991  | Ghar Parivar                     |                                     |
| 1991  | Ajooba                           | Hassan                              |
| 1991  | Garajna                          |                                     |
| 1991  | Henna (en)                       | Chander Prakash                     |
| 1991  | Ranbhoomi                        | Bhola Nath                          |
| 1991  | Banjaran (en)                    | Kumar Singh Sesodia/Suraj           |
| 1992  | Bol Radha Bol                    | Kishan Malhotra/Tony                |
| 1992  | Kasak                            |                                     |
| 1992  | Inteha Pyar Ki                   | Rohit Shankar Walia                 |
| 1992  | Honeymoon                        | Suraj Verma                         |
| 1992  | Deewana                          | Ravi                                |
| 1993  | Shreemaan Aashique               | Dushant Kumar Mehra                 |
| 1993  | Sahibaan                         | Gopi                                |
| 1993  | Sadhna                           | Karan                               |
| 1993  | Gurudev                          | Dev Kumar Illahabad                 |
| 1993  | Anmol                            | Prem                                |
| 1993  | Damini – Lightning               | Shekhar Gupta                       |
| 1993  | Dhartiputra                      |                                     |
| 1993  | Izzat Ki Roti                    | Krishna                             |
| 1994  | Mohabbat Ki Arzoo                | Krishna                             |
| 1994  | Eena Meena Deeka                 | Inder "Eena"                        |
| 1994  | Saajan Ka Ghar                   | Amar Khanna                         |
| 1994  | Pehla Pehla Pyaar                | Raj Singh                           |
| 1994  | Prem Yog                         | Raj Kumar                           |
| 1995  | Saajan Ki Baahon Mein            | Saagar                              |
| 1995  | Hum Dono                         | Rajesh                              |
| 1995  | Yaraana                          | Raj                                 |
| 1996  | Prem Granth                      | Somen                               |
| 1996  | Daraar                           | Raj Malhotra                        |
| 1997  | Kaun Sachcha Kaun Jhootha        | Karan Saxena, policier de la CBI    |
| 1999  | Jai Hind                         |                                     |
| 2000  | Karobaar: The Business of Love   | Amar Saxena                         |
| 2000  | Raju Chacha                      | Siddhant Rai                        |
| 2001  | Kuch Khatti Kuch Meethi          | Raj Khanna                          |
| 2002  | Yeh Hai Jalwa                    | Rajesh Purushottam Mittal           |
| 2002  | Kucch To Hai                     | Prof. Bakshi                        |
| 2003  | Love a                           | Directeur de Satellite Channel      |
| 2003  | Tehzeeb                          | Anwar Jamaal                        |
| 2004  | Hum Tum                          | Arjun Kapoor                        |
| 2005  | Pyaar Mein Twist                 | Yash Khurana                        |
| 2006  | Fanaa                            | Zulfikar Ali Beg, père de Zooni     |
| 2007  | Don't Stop Dreaming              | Groovy                              |
| 2007  | Namastey London                  | Manmohan Malhotra                   |
| 2007  | Om Shanti Om                     |                                     |
| 2007  | Sambar Salsa                     | Om Suri                             |
| 2008  | Thoda Pyaar Thoda Magic          | God                                 |
| 2008  | Halla Bol                        |                                     |
| 2009  | Luck by Chance                   | Romy Rolly                          |
| 2009  | Delhi 6                          | Ali Beg                             |
| 2009  | Love Aaj Kal                     | Veer Singh                          |
| 2009  | Kal Kissne Dekha                 | Prof. Siddharth Verma               |
| 2010  | Sadiyaan                         | Rajveer Singh                       |
| 2010  | Do Dooni Chaar                   | Santosh Duggal                      |
| 2011  | Patiala House                    | Gurtej Singh Kahlon                 |
| 2011  | Tell Me O Kkhuda                 | Altaf Zardari                       |
| 2012  | Agneepath                        | Rauf Lala                           |
| 2012  | Housefull 2                      | Chintu Kapoor                       |
| 2012  | Student of the Year              | Dean Yoginder Vashisht              |
| 2012  | Jab Tak Hai Jaan                 | Imran                               |
| 2013  | Chashme Baddoor                  | Joseph Furtado                      |
| 2013  | Aurangzeb                        | Ravikant                            |
| 2013  | D-Day                            | Iqbal Seth alias Goldman            |
| 2013  | Besharam                         | Inspector Chulbul Chautala          |
| 2013  | Shuddh Desi Romance              | Goyel Sahab                         |